# .an
.anは、オランダ領アンティルに割り当てられていた国別コードトップレベルドメイン(ccTLD)。オランダ領アンティル大学により管理されている。
2010年10月にオランダ領アンティルは解体され、ISO 3166-1の国別コードからも AN が削除された。.an も段階的に廃止されることになる。解体によって単独の自治領になったキュラソー島にはISO 3166-1で国名コード CW が、シント・マールテン島には SX が、オランダ本国に編入されたボネール島、シント・ユースタティウス島、サバ島（BES諸島）については BQ がそれぞれ新たに割り当てられた。ccTLDにおいてもそれぞれ .cw、.sx、.bq がデザインされており、.an を使用しているサイトはこのうち .cw か .sx のどちらかに移行することになる。

## サブドメイン
直接第二レベルドメインに登録することも可能であるが、以下のような第二レベルドメインの下で登録することもできる。
- com.an
- net.an
- org.an
- edu.an

## 註
1. ↑  “.an”.  IANA. 2011年2月28日閲覧。
2. ↑  “ISO 3166-1 Newsletter VI-8 (2010-12-15):Code elements for Bonaire, Saint Eustatius and Saba, Curaçao and Sint Maarten (Dutch part), update of other territories and minor correction”.  ISO (2010年12月15日). 2011年1月1日閲覧。
3. ↑  http://www.una.an/an_domreg/